# Liste der Baudenkmale in Wöbbelin
In der Liste der Baudenkmale in Wöbbelin sind alle Baudenkmale der Gemeinde Wöbbelin (Landkreis Ludwigslust-Parchim) und ihrer Ortsteile aufgelistet (Stand: Januar 2021). 

## Dreenkrögen
| ID | Lage                                 | Bezeichnung                          | Beschreibung | Bild        |
| -- | ------------------------------------ | ------------------------------------ | ------------ | ----------- |
|    | Am Forsthof 4 (Karte)                | Büdnerei                             |              | Büdnerei    |
|    | Am Forsthof                          | Forstgehöft mit Wohnhaus und Scheune |              |             |
|    | Lüblower Straße 1 (Karte)            | Wohnhaus                             |              |             |
|    | Lüblower Straße 14a (Karte)          | Hallenhaus mit Stall                 |              |             |
|    | Lüblower Straße 16 (Karte)           | Hallenhaus/Wohnhausanbau             |              |             |
|    | Straße des Friedens 9 (Karte)        | Wohnhaus                             |              |             |
|    | Straße des Friedens/Friedhof (Karte) | Gefallenendenkmal 1914/18            |              |             |
|    | Straße des Friedens/Friedhof         | Gefallenendenkmal 1939/45            |              |             |
|    | Straße des Friedens (B 106) (Karte)  | Meilenstein                          |              | Meilenstein |
|    | Waldweg 4 (Karte)                    | Wohnhaus mit Stallschuppen           |              |             |

## Wöbbelin
| ID | Lage                                | Bezeichnung | Beschreibung | Bild |
| -- | ----------------------------------- | --- | ------------ | --- |
|    | Friedhof mit Friedhofsmauer (Karte) | Gedenkstätte der Bombenopfer und Grabdenkmal Schult |              | |
|    | (Karte)                             | Kirche mit Kirchhofsmauer |              | Kirche mit Kirchhofsmauer |
|    | Dorfstraße                          | Gefallenendenkmal 1914/1918 |              | Gefallenendenkmal 1914/1918 |
|    | Ludwigsluster Straße 16 (Karte)     | Büdnerei |              | |
|    | Ludwigsluster Straße (Karte)        | Komplex der Gedenkstätte für Theodor Körner mit Grabstätte des Dichters und seiner Familienangehörigen, Büste (v. Bildhauer Hultzsch) und Ausstellungsgebäude, Toilettengebäude, Mauer und Gedenkstätte KZ Reiherhorst mit Denkmal und Gräberfeld und Parkanlage |              | Komplex der Gedenkstätte für Theodor Körner mit Grabstätte des Dichters und seiner Familienangehörigen, Büste (v. Bildhauer Hultzsch) und Ausstellungsgebäude, Toilettengebäude, Mauer und Gedenkstätte KZ Reiherhorst mit Denkmal und Gräberfeld und Parkanlage |
|    | ehemalige B 106, jetzt L 72         | Meilenstein |              | Meilenstein |
|    | Am Funkamt 10 (Karte)               | ehemaliges Funkamt, Gesamtkomplex |              | ehemaliges Funkamt, Gesamtkomplex |
|    | Schweriner Straße 1 (Karte)         | Schule |              | |
|    | Theodor-Körner-Straße 1 (Karte)     | Bauernhof mit Hallenhaus und Scheune |              | |
|    | Theodor-Körner-Straße               | Eichenstein |              | |
|    | Schweriner Straße/B 106             | Wegweiserstein |              | |